# Asparukh
Asparukh o Isperih (búlgaro Аспарух, Asparuh o Исперих, Isperih o Ispor) fue el gobernante de una tribu protobúlgara en la segunda mitad del siglo VII, y a él se le atribuye la fundación del Primer Imperio búlgaro en torno al año 680. Es el más famoso entre los jefes protobúlgaros. La aplicación del título eslavo Kanas, tanto a él como a sus sucesores, es objeto de disputa hoy en día.

## Infancia y juventud
La Nominalia de los kanes de Bulgaria afirma que Asparukh pertenecía al clan Dulo y que reinó durante 61 años. Este largo período no puede ser dado por bueno debido a contradicciones cronológicas, y puede referirse más bien a los años que vivió Asparukh. Según la cronología desarrollada por Moskov, Asparukh habría reinado entre 668 y 695. Otras versiones sitúan el final de su reinado en 700 o 701, pero no concuerdan con el testimonio de la Nominalia. Según fuentes bizantinas, Asparukh era uno de los hijos menores de Kubrat, que había ocupado un amplio territorio (la "Gran Bulgaria") en las estepas de la actual Ucrania. El joven Asparukh habría adquirido experiencia política y de gobierno durante el largo reinado de su padre, fallecido probablemente en 665 (según Moskov). Tras la muerte de Kubrat, se sometería a su hermano mayor Batbayan, pero, tras la destrucción de la Gran Bulgaria por los ataques jázaros en torno a 668, ambos hermanos seguirían caminos separados, buscando un hogar más seguro para sus seguidores en otras tierras.

## Fundación del Primer Imperio búlgaro

El territorio búlgaro en la época de Asparukh y Tervel.

A Asparuh le seguían entre quinientas mil y ochocientas mil personas. Cruzó el delta del Danubio y, mientras Constantinopla estaba sitiada por las tropas de Muawiya I, califa Omeya de Damasco (674-678), guio a su gente hasta la tierra conocida como Ongala, en el sur de Besarabia o norte de Dobrudža. Cuando el asedio concluyó, el emperador bizantino Constantino IV marchó contra los protobúlgaros y sus aliados eslavos en 680 y les forzó a refugiarse en un campamento fortificado. Después de que el emperador se viera obligado a abandonar la campaña por motivos de salud, el desaliento cundió entre las filas bizantinas y comenzaron las deserciones, lo que aprovecharon los hombres de Asparukh para romper el bloqueo y derrotar a las tropas enemigas en la batalla de Ongala en 680. Tras la victoria, Asparukh se dirigió rápidamente tierra adentro, hasta la zona de los Balcanes.

## Reinado
La victoria del Kan Asparukh abrió para los protobúlgaros las puertas de Moesia y el establecimiento de alianzas con los grupos eslavos locales (los severi, entre otros).  Cuando Asparukh comenzó a realizar incursiones en la Tracia bizantina, Constantino IV decidió firmar un acuerdo por el que se acordaba el pago de tributo a los protobúlgaros a cambio de protección. Estos hechos, vistos en perspectiva, señalan la creación de un estado búlgaro y su reconocimiento por el Imperio bizantino. Tradiciones posteriores atribuyen a Asparukh la construcción de los grandes centros de Pliska y Drăstăr, así como la de al menos una de las murallas fronterizas que iba desde el Danubio al mar Negro. Estudios recientes han cuestionado que Asparukh hubiera usado Pliska como capital, indicando las cercanías de Varna como el emplazamiento más probable. Mientras que el carácter multitribal y hegemónico del estado búlgaro durante los primeros siglos del Imperio parece probada, los historiadores búlgaros han puesto el acento en el establecimiento de una capital y de una tradición que quiere ser vista retrospectivamente como nacional. Según una tradición posterior, Asparukh falleció en la lucha contra los kázaros en el Danubio. El historiador búlgaro Vaklinov sitúa su tumba en las cercanías de Voznesenka ("Ascension") a orillas del río Dnieper en Ucrania.